# Women's Super League 2022-23
La Women's Super League 2022-23 (también conocida como Barclays FA Women's Super League por motivos de patrocinio) fue la duodécima temporada de la FA Women's Super League, máxima división de fútbol femenino en Inglaterra. En ella participan 12 equipos y los tres primeros en la tabla, se clasifican para la Liga de Campeones Femenina de la UEFA.

## Equipos
| Equipo                 | Ubicación            | Estadio              | Capacidad | temporada 2021–22    |
| ---------------------- | -------------------- | -------------------- | --------- | -------------------- |
| Arsenal                | Borehamwood          | Meadow Park          | 4.502     | 2º                   |
| Aston Villa            | Walsall              | Bescot Stadium       | 11.300    | 9º                   |
| Brighton & Hove Albion | Crawley              | Broadfield Stadium   | 5.800     | 7º                   |
| Chelsea                | Kingston upon Thames | Kingsmeadow          | 4.850     | 1º                   |
| Everton                | Liverpool            | Walton Hall Park     | 2.200     | 10º                  |
| Leicester City         | Leicester            | King Power Stadium   | 32.212    | 11º                  |
| Liverpool              | Birkenhead           | Prenton Park         | 16.547    | Segunda División, 1º |
| Manchester City        | Mánchester           | Academy Stadium      | 7.000     | 3º                   |
| Manchester United      | Mánchester           | Leigh Sports Village | 12.000    | 4º                   |
| Reading                | Reading              | Madejski Stadium     | 24.161    | 8º                   |
| Tottenham Hotspur      | Leyton               | Brisbane Road        | 9.271     | 5º                   |
| West Ham United        | Dagenham             | Victoria Road        | 6.078     | 6º                   |

### Personal y equipación
| Equipo                 | Entrenador/a    | Capitana             | Fabricante de la equipación | Patrocinador de la equipación |
| ---------------------- | --------------- | -------------------- | --------------------------- | ----------------------------- |
| Arsenal                | Jonas Eidevall  | Kim Little           | Adidas                      | Fly Emirates                  |
| Aston Villa            | Carla Ward      | Rachel Corsie        | Castore                     | Cazoo                         |
| Brighton & Hove Albion | Hope Powell     |                      | Nike                        | American Express              |
| Chelsea                | Emma Hayes      | Magdalena Eriksson   | Nike                        | Three                         |
| Everton                | Brian Sørensen  |                      | Hummel                      | Stake.com                     |
| Leicester City         | Lydia Bedford   |                      | Adidas                      | FBS                           |
| Liverpool              | Matt Beard      | Niamh Fahey          | Nike                        | Standard Chartered            |
| Manchester City        | Gareth Taylor   | Steph Houghton       | Puma                        | Etihad Airways                |
| Manchester United      | Marc Skinner    | Katie Zelem          | Adidas                      | TeamViewer                    |
| Reading                | Kelly Chambers  |                      | Macron                      | Select Car Leasing            |
| Tottenham Hotspur      | Rehanne Skinner | Shelina Zadorsky     | Nike                        | AIA                           |
| West Ham United        | Paul Konchesky  | Dagný Brynjarsdóttir | Umbro                       | Betway                        |

### Cambios de entrenador/a
Actualizado el 18 de abril de 2023
| Equipo                 | Antiguo/a entrenador/a   | Causa de salida          | Fecha de salida         | Posición en la clasificación | Nuevo/a entrenador/a    | Fecha de nombramiento   |
| ---------------------- | ------------------------ | ------------------------ | ----------------------- | ---------------------------- | ----------------------- | ----------------------- |
| Everton                | Chris Roberts (interino) | Fin del período interino | 8 de mayo de 2022       | Fin de temporada (10º)       | Brian Sørensen          | 5 de junio de 2022      |
| West Ham               | Olli Harder              | Dimisión                 | 8 de mayo de 2022       | Fin de temporada (6º)        | Paul Konchesky          | 8 de mayo de 2022       |
| Brighton & Hove Albion | Hope Powell              | Dimisión                 | 31 de octubre de 2022   | 11º                          | Amy Merricks (interina) | 31 de octubre de 2022   |
| Leicester City         | Lydia Bedford            | Despido                  | 3 de noviembre de 2022  | 12º                          | Willie Kirk             | 3 de noviembre de 2022  |
| Brighton & Hove Albion | Amy Merricks (interina)  | Fin del período interino | 28 de diciembre de 2022 | 11º                          | Jens Scheuer            | 28 de diciembre de 2022 |
| Brighton & Hove Albion | Jens Scheuer             | Consenso mutuo           | 6 de marzo de 2023      | 11º                          | Amy Merricks (interina) | 6 de marzo de 2023      |
| Tottenham Hotspur      | Rehanne Skinner          | Despido                  | 13 de marzo de 2023     | 10º                          | Vicky Jepson (interina) | 13 de marzo de 2023     |
| Brighton & Hove Albion | Amy Merricks (interina)  | Fin del período interino | 7 de abril de 2023      | 12º                          | Melissa Phillips        | 7 de abril de 2023      |

## Clasificación
| Pos. | Equipo                 | Pts. | PJ | G  | E | P  | GF | GC | Dif. | Clasificación o descenso               |
| ---- | ---------------------- | ---- | -- | -- | - | -- | -- | -- | ---- | -------------------------------------- |
| 1    | Chelsea (C)            | 58   | 22 | 19 | 1 | 2  | 66 | 15 | +51  | Clasificados para la Liga de campeones |
| 2    | Manchester United      | 56   | 22 | 18 | 2 | 2  | 56 | 12 | +44  | Clasificados para la Liga de campeones |
| 3    | Arsenal                | 47   | 22 | 15 | 2 | 5  | 49 | 16 | +33  | Clasificados para la Liga de Campeones |
| 4    | Manchester City        | 47   | 22 | 15 | 2 | 5  | 50 | 25 | +25  |                                        |
| 5    | Aston Villa            | 37   | 22 | 11 | 4 | 7  | 47 | 37 | +10  |                                        |
| 6    | Everton                | 30   | 22 | 9  | 3 | 10 | 29 | 36 | −7   |                                        |
| 7    | Liverpool              | 23   | 22 | 6  | 5 | 11 | 24 | 39 | −15  |                                        |
| 8    | West Ham United        | 21   | 22 | 6  | 3 | 13 | 23 | 44 | −21  |                                        |
| 9    | Tottenham Hotspur      | 18   | 22 | 5  | 3 | 14 | 31 | 47 | −16  |                                        |
| 10   | Leicester City         | 16   | 22 | 5  | 1 | 16 | 15 | 48 | −33  |                                        |
| 11   | Brighton & Hove Albion | 16   | 22 | 4  | 4 | 14 | 26 | 63 | −37  |                                        |
| 12   | Reading (D)            | 11   | 22 | 3  | 2 | 17 | 23 | 57 | −34  | Descenso a la Championship             |

 Fuente: Women's Super League
Criterios de clasificación: 1) Puntos; 2) Puntos entre sí; 3) Goles a Favor;

## Resultados
| Local \ Visitante      | ARS | ASV | BHA | CHE | EVE | LEI | LIV | MCI | MNU | REA | TOT | WHU |
| ---------------------- | --- | --- | --- | --- | --- | --- | --- | --- | --- | --- | --- | --- |
| Arsenal                | —   | 0–2 | 4–0 | 1–1 | 1–0 | 1–0 | 2–0 | 2–1 | 2–3 | 4–0 | 4–0 | 3–1 |
| Aston Villa            | 1–4 | —   | 1–1 | 0–3 | 0–1 | 5–0 | 3–3 | 4–3 | 2–3 | 3–1 | 2–1 | 1–2 |
| Brighton & Hove Albion | 0–4 | 2–6 | —   | 0–2 | 3–2 | 0–1 | 3–3 | 1–2 | 0–4 | 2–1 | 0–8 | 1–0 |
| Chelsea                | 2–0 | 3–1 | 3–1 | —   | 7–0 | 6–0 | 2–1 | 2–0 | 1–0 | 3–2 | 3–0 | 3–1 |
| Everton                | 1–4 | 0–2 | 2–1 | 1–3 | —   | 1–0 | 1–1 | 1–2 | 0–3 | 3–2 | 2–1 | 3–0 |
| Leicester City         | 0–4 | 0–2 | 3–0 | 0–8 | 0–0 | —   | 4–0 | 0–2 | 0–1 | 2–1 | 1–2 | 1–2 |
| Liverpool              | 0–2 | 0–1 | 2–1 | 2–1 | 0–3 | 0–1 | —   | 2–1 | 0–1 | 2–0 | 2–1 | 2–0 |
| Manchester City        | 2–1 | 1–1 | 3–1 | 2–0 | 3–2 | 4–0 | 2–1 | —   | 1–1 | 4–1 | 3–1 | 6–2 |
| Manchester United      | 1–0 | 5–0 | 4–0 | 1–3 | 0–0 | 5–1 | 6–0 | 2–1 | —   | 4–0 | 3–0 | 4–0 |
| Reading                | 0–1 | 0–5 | 2–2 | 0–3 | 2–3 | 2–1 | 3–3 | 0–3 | 0–1 | —   | 1–0 | 2–1 |
| Tottenham Hotspur      | 1–5 | 3–3 | 2–2 | 2–3 | 0–3 | 1–0 | 1–0 | 0–3 | 1–2 | 4–1 | —   | 0–2 |
| West Ham United        | 0–0 | 1–2 | 4–5 | 0–4 | 1–0 | 1–0 | 0–0 | 0–1 | 0–2 | 3–2 | 2–2 | —   |

## Estadísticas

### Máximas goleadoras
| Puesto | Jugadora           | Club                        | Goles |
| ------ | ------------------ | --------------------------- | ----- |
| 1      | Rachel Daly        | Aston Villa                 | 22    |
| 2      | Khadija Shaw       | Manchester City             | 20    |
| 3      | Bethany England    | Chelsea / Tottenham Hotspur | 14    |
| 4      | Sam Kerr           | Chelsea                     | 12    |
| 5      | Leah Galton        | Manchester United           | 10    |
| 5      | Alessia Russo      | Manchester United           | 10    |
| 7      | Frida Maanum       | Arsenal                     | 9     |
| 7      | Guro Reiten        | Chelsea                     | 9     |
| 7      | Katie Stengel      | Liverpool                   | 9     |
| 10     | Stina Blackstenius | Arsenal                     | 8     |
| 10     | Lucía García       | Manchester United           | 8     |
| 10     | Pernille Harder    | Chelsea                     | 8     |

### Máximas asistencias
| Puesto | Jugadora       | Club                   | Goles |
| ------ | -------------- | ---------------------- | ----- |
| 1      | Guro Reiten    | Chelsea                | 11    |
| 2      | Ona Batlle     | Manchester United      | 9     |
| 2      | Kirsty Hanson  | Aston Villa            | 9     |
| 2      | Chloe Kelly    | Manchester City        | 9     |
| 5      | Kenza Dali     | Aston Villa            | 8     |
| 5      | Ella Toone     | Manchester United      | 8     |
| 5      | Katie Zelem    | Manchester United      | 8     |
| 8      | Khadija Shaw   | Manchester City        | 7     |
| 9      | Caitlin Foord  | Arsenal                | 6     |
| 9      | Lauren Hemp    | Manchester City        | 6     |
| 9      | Katie Robinson | Brighton & Hove Albion | 6     |

### Más vallas invictas
| Puesto | Jugadora             | Club              | Vallas invictas |
| ------ | -------------------- | ----------------- | --------------- |
| 1      | Mary Earps           | Manchester United | 14              |
| 2      | Manuela Zinsberger   | Arsenal           | 10              |
| 3      | Ann-Katrin Berger    | Chelsea           | 8               |
| 4      | Mackenzie Arnold     | West Ham United   | 5               |
| 4      | Hannah Hampton       | Aston Villa       | 5               |
| 4      | Janina Leitzig       | Leicester City    | 5               |
| 4      | Ellie Roebuck        | Manchester City   | 5               |
| 8      | Courtney Brosnan     | Everton           | 4               |
| 9      | Tinja-Riikka Korpela | Tottenham Hotspur | 3               |
| 9      | Rachael Laws         | Liverpool         | 3               |
| 9      | Zećira Mušović       | Chelsea           | 3               |
| 9      | Emily Ramsey         | Everton           | 3               |

## Premios

### Premios mensuales
| Mes        | Entrenador/a del Mes    | Entrenador/a del Mes | Jugadora del Mes | Jugadora del Mes  | Gol del Mes                           | Gol del Mes       | Ref.                 |
| Mes        | Entrenador/a            | Club                 | Jugadora         | Club              | Jugadora                              | Club              | Ref.                 |
| ---------- | ----------------------- | -------------------- | ---------------- | ----------------- | ------------------------------------- | ----------------- | -------------------- |
| Septiembre | Carla Ward              | Aston Villa          | Rachel Daly      | Aston Villa       | Ashleigh Neville (vs Leicester City)  | Tottenham Hotspur | [ 12 ] [ 13 ]        |
| October    | Marc Skinner            | Manchester United    | Khadija Shaw     | Manchester City   | Rachel Rowe (vs. Leicester City)      | Reading           | [ 14 ] [ 15 ] [ 16 ] |
| Noviembre  | Emma Hayes Denise Reddy | Chelsea              | Rachel Daly      | Aston Villa       | Erin Cuthbert (vs. Tottenham Hotspur) | Chelsea           | [ 17 ] [ 18 ] [ 19 ] |
| Diciembre  | Marc Skinner            | Manchester United    | Leah Galton      | Manchester United | Vivianne Miedema (vs. Everton)        | Arsenal           | [ 20 ] [ 21 ]        |
| Enero      | Carla Ward              | Aston Villa          | Gabby George     | Everton           | Rachel Williams (vs. Reading)         | Manchester United | [ 22 ] [ 23 ] [ 24 ] |
| Febrero    | Gareth Taylor           | Manchester City      | Jordan Nobbs     | Aston Villa       | Lauren James (vs. Tottenham Hotspur)  | Chelsea           | [ 25 ] [ 26 ] [ 27 ] |
| Marzo      | Gareth Taylor           | Manchester City      | Khadija Shaw     | Manchester City   | Sam Kerr (vs. Manchester United)      | Chelsea           | [ 28 ] [ 29 ] [ 30 ] |
| Abril      | Marc Skinner            | Manchester United    | Chloe Kelly      | Manchester City   | Katie McCabe (vs. Manchester City)    | Arsenal           | [ 31 ] [ 32 ] [ 33 ] |